# Вилета (Л'Аквила)
Вилета (итал. Villetta) је насеље у Италији у округу Л'Аквила, региону Абруцо.
Према процени из 2011. у насељу је живело 29 становника. Насеље се налази на надморској висини од 806 м.